# Roger de Barbarin
Roger de Barbarin (n. 2 iunie 1860, Paris, Île-de-France, Franța – d. 4 martie 1925, Paris, Franța) a fost un trăgător de tir ce a reprezentat Franța, medaliat olimpic. A participat la o ediție a Jocurilor Olimpice (1900) în care a câștigat o medalie de aur.

## Participări
Lista de mai jos prezintă principalele competiții la care a participat Roger de Barbarin de-a lungul carierei.
- shooting at the 1900 Summer Olympics – men's trap[*]